# Marpissa
Marpissa is een geslacht van spinnen uit de familie van de springspinnen (Salticidae). De typesoort van het geslacht is Araneus muscosus Clerck, 1757. Alle soorten hebben een duidelijk langwerpig achterlijf; ook het kopborststuk is duidelijk langer dan breed. De lengte varieert van enkele millimeters tot iets meer dan een centimeter.

## Soorten
De volgende soorten zijn bij het geslacht ingedeeld:
- Marpissa agricola (Peckham & Peckham, 1894)
- Marpissa anusuae Tikader & Biswas, 1981
- Marpissa arambagensis Biswas & Biswas, 1992
- Marpissa armifera Urquhart, 1892
- Marpissa balcanica (Kratochvíl, 1932)
- Marpissa bina (Hentz, 1846)
- Marpissa bryantae (Jones, 1945)
- Marpissa carinata Butt & Beg, 2000
- Marpissa dayapurensis Majumder, 2004
- Marpissa decorata Tikader, 1974
- Marpissa dentoides Barnes, 1958
- Marpissa endenae Biswas & Biswas, 1992
- Marpissa formosa (Banks, 1892)
- Marpissa fornicis (Dyal, 1935)
- Marpissa gangasagarensis Majumder, 2005
- Marpissa grata (Gertsch, 1936)
- Marpissa hieroglyphica Taczanowski, 1878
- Marpissa insignis Butt & Beg, 2000
- Marpissa kalapani Tikader, 1977
- Marpissa kalighatensis Biswas & Biswas, 1992
- Marpissa lakshmikantapurensis Majumder, 2004
- Marpissa lineata (C. L. Koch, 1846)
- Marpissa linzhiensis Hu, 2001
- Marpissa longiuscula (Simon, 1871)
- Marpissa manipuriensis Biswas & Biswas, 2004
- Marpissa milleri (Peckham & Peckham, 1894)
- Marpissa minor F. O. P.-Cambridge, 1901
- Marpissa mirabilis Butt & Beg, 2000
- Marpissa mizoramensis Biswas & Biswas, 2007
- Marpissa muscosa (Clerck, 1757)
- Marpissa mystacina Taczanowski, 1878
- Marpissa nitida Hu, 2001
- Marpissa nivoyi (Lucas, 1846)
- Marpissa nutanae Biswas & Biswas, 1984
- Marpissa obtusa Barnes, 1958
- Marpissa pauariensis Biswas & Roy, 2008
- Marpissa pikei (Peckham & Peckham, 1888)
- Marpissa pomatia (Walckenaer, 1802)
- Marpissa prathamae Biswas & Biswas, 1984
- Marpissa proszynskii Biswas & Begum, 1999
- Marpissa pulla (Karsch, 1879)
- Marpissa radiata (Grube, 1859)
- Marpissa raimondi Taczanowski, 1878
- Marpissa robusta (Banks, 1906)
- Marpissa rubriceps Mello-Leitão, 1922
- Marpissa singhi Monga, Singh & Sadana, 1989
- Marpissa soricina (Thorell, 1899)
- Marpissa sulcosa Barnes, 1958
- Marpissa tenebrosa Butt & Beg, 2000
- Marpissa tigrina Tikader, 1965
- Marpissa tikaderi Biswas, 1984
- Marpissa zaitzevi Mcheidze, 1997

### Nederlandse soorten
Enkele bekendere soorten in Nederland en België zijn:
- Grasmarpissa (Marpissa nivoyi)
- Rietmarpissa (Marpissa radiata)
- Scherpe marpissa (Marpissa pomatia)
- Schorsmarpissa (Marpissa muscosa)